# 美濃東部広域農道

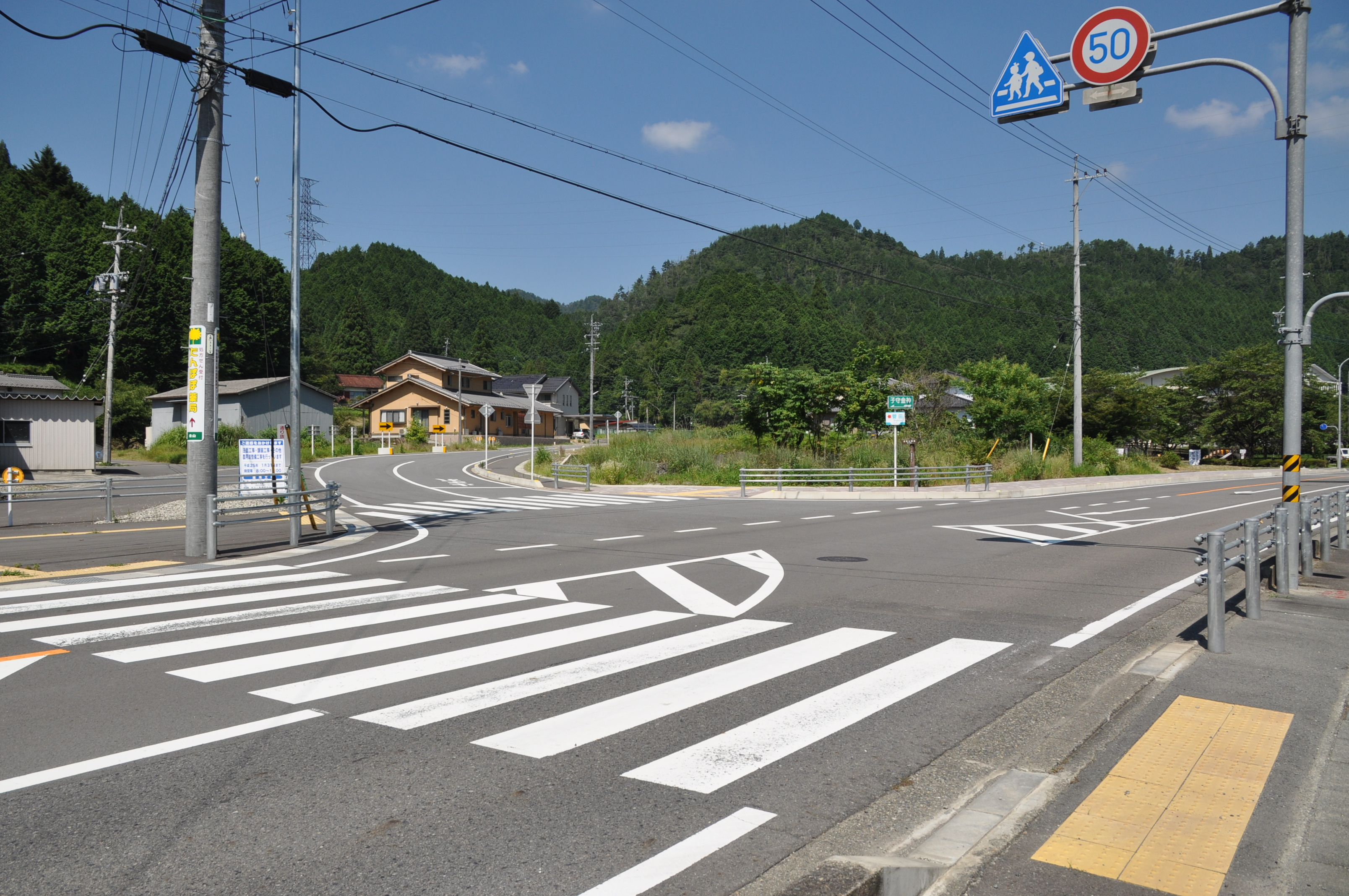
下呂市金山町　岐阜県道86号金山明宝線交点付近

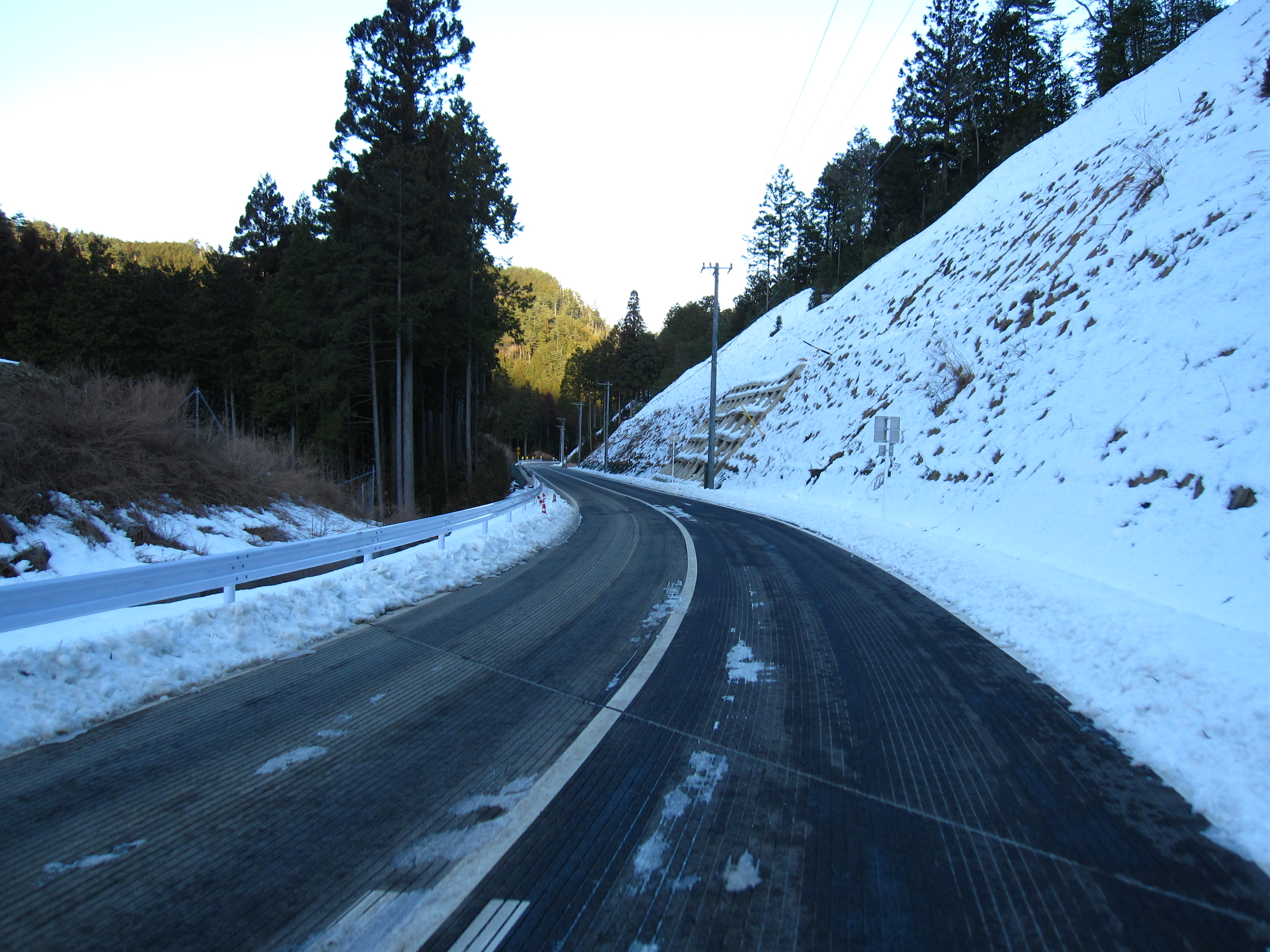
下呂市金山町地内

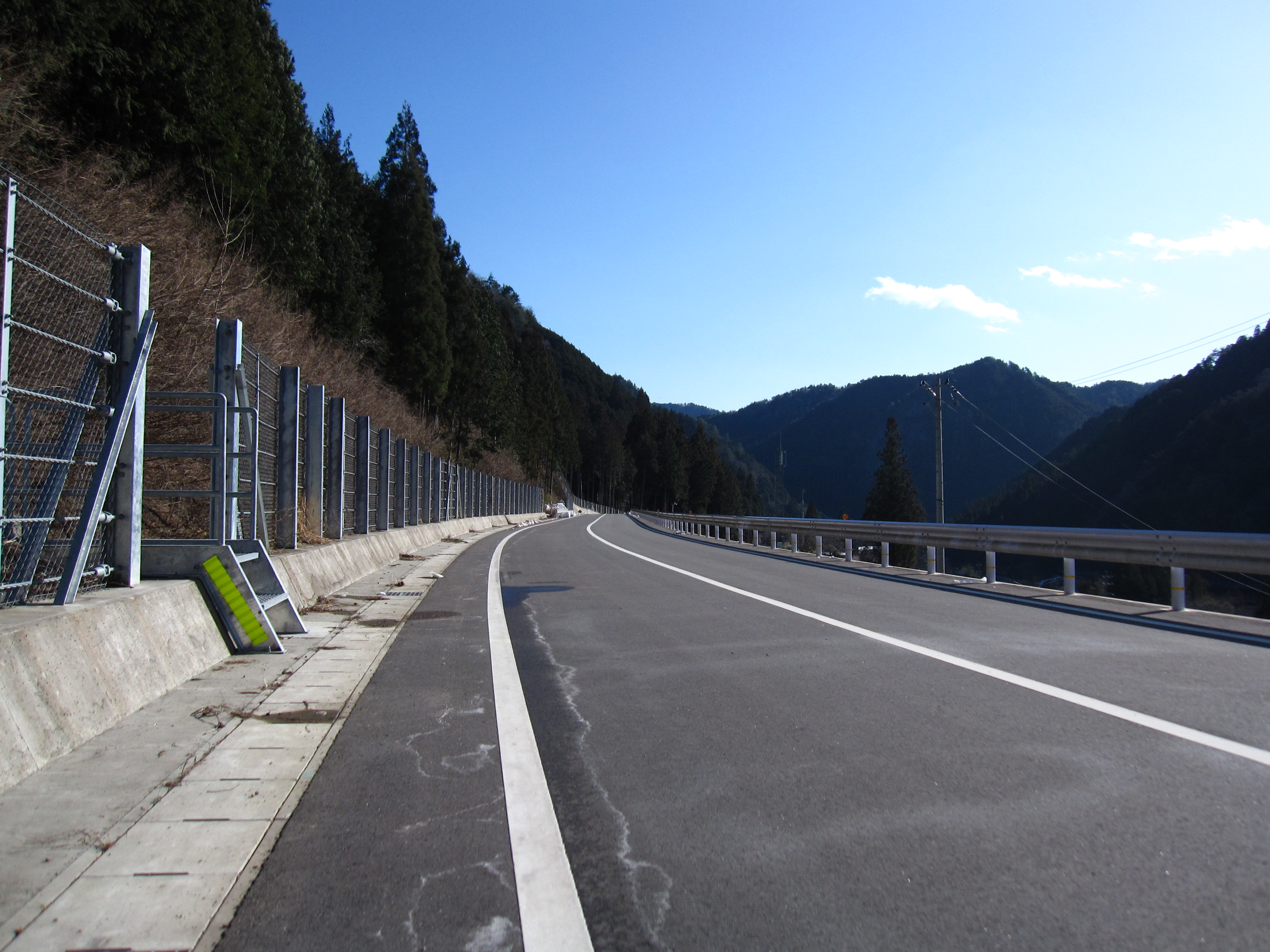
白川町白山地内

美濃東部広域農道（みのとうぶこういきのうどう）は、岐阜県郡上市から同県恵那市に至る農道である。

## 概要
中山間地域の活性化を目的として森林総合研究所が1998年（平成10年）度に着工した。道路としては、既存の国道や県道、市町村道のほか、新たに建設された岐阜東部農道から構成されており、2012年（平成24年）12月中旬に全線で供用を開始した。総事業費は395億円である。郡上市の東海北陸自動車道美並IC附近から恵那市の中央自動車道恵那IC附近を結び、中濃・東濃地域沿線の農産物や白川茶の輸送力向上が期待される。

### 路線データ
- 起点：岐阜県郡上市
- 終点：岐阜県恵那市
- 路線延長：78 km（農道区間23 kmを含む）[1]

## 路線状況

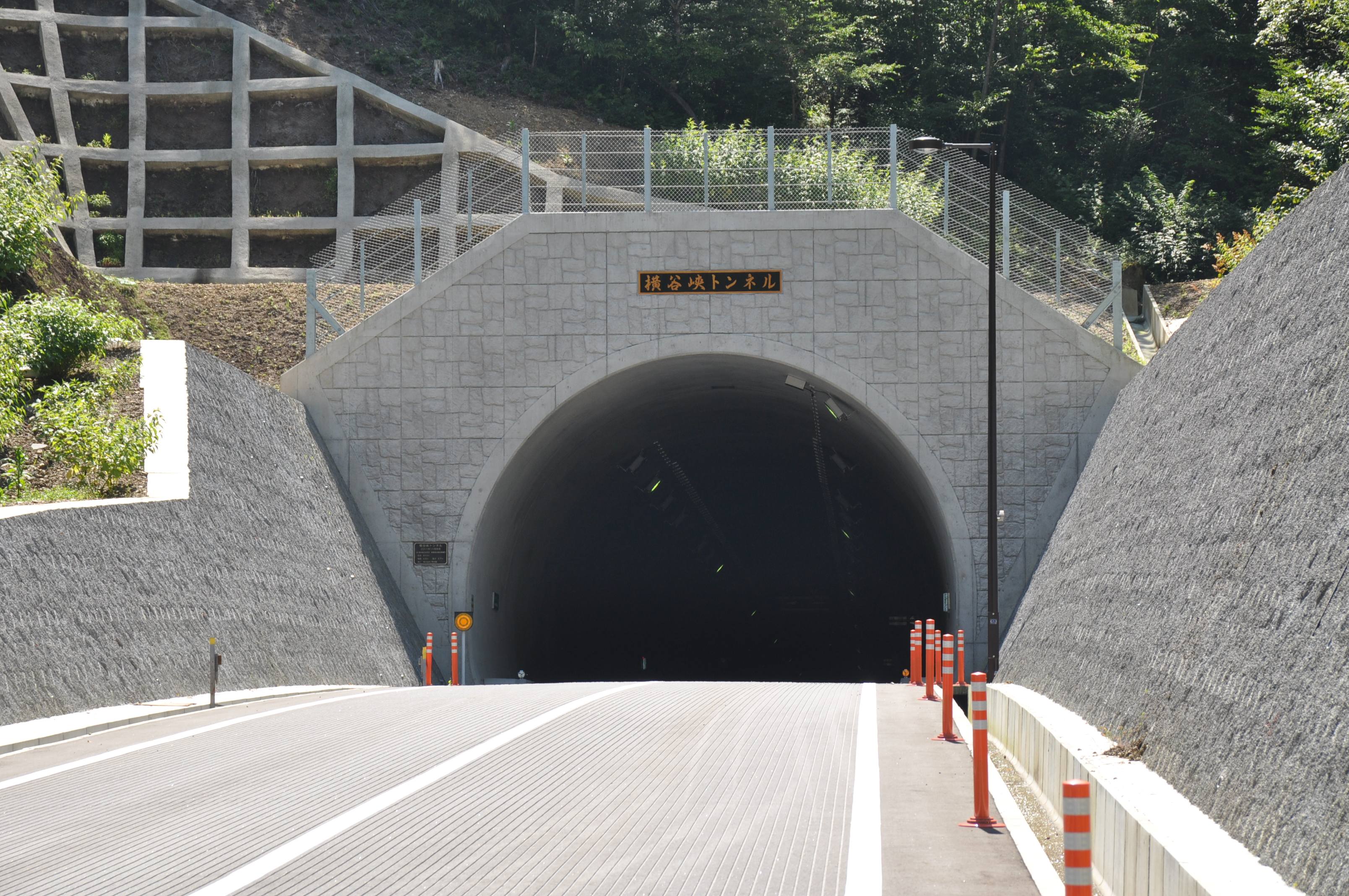
横谷峡トンネル

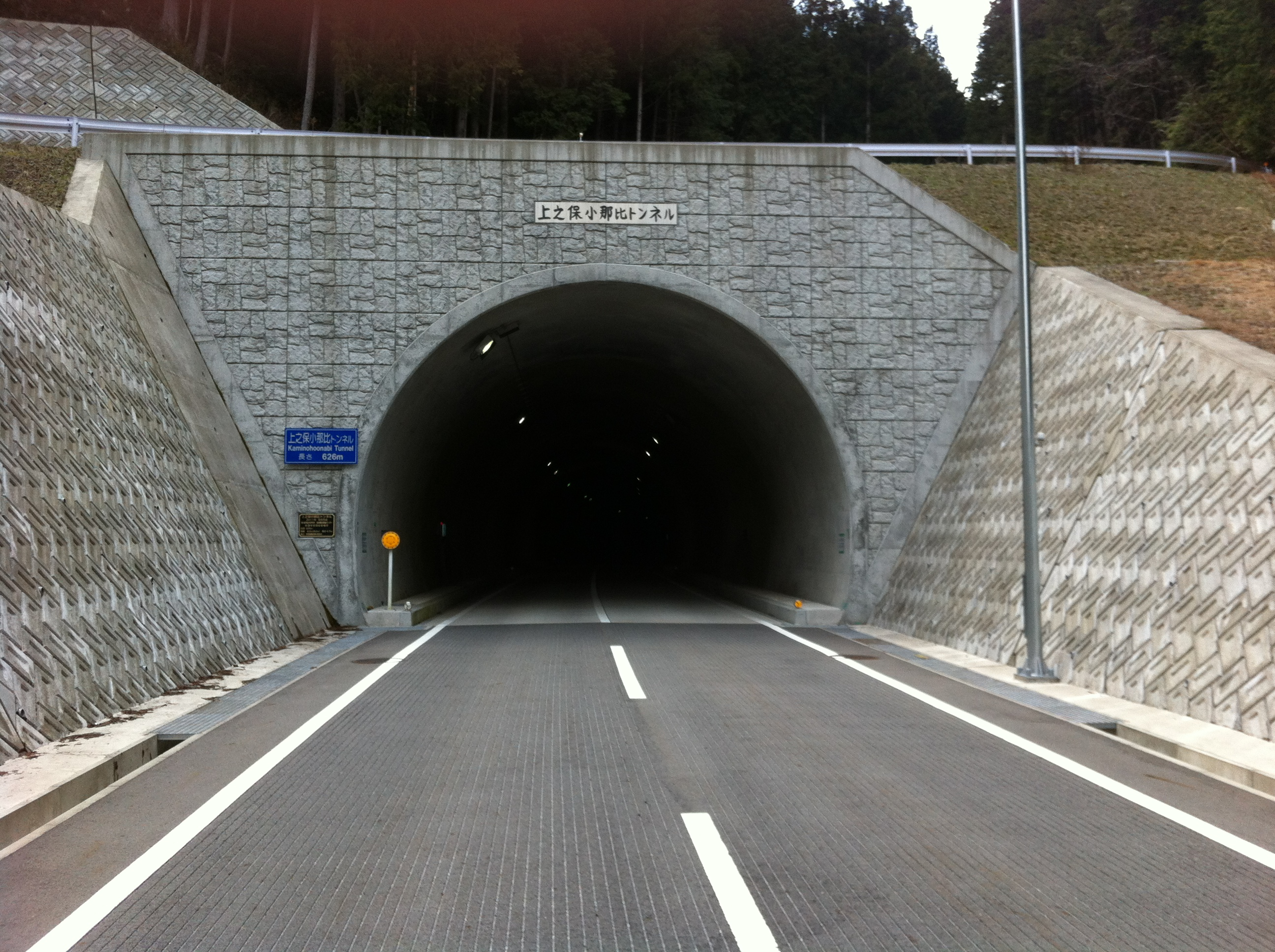
上之保小那比トンネル

### 道路施設
- 羽佐古トンネル
  - 羽佐古トンネル（はさこトンネル）は、郡上市美並町白山から同市八幡町小那比に至る延長1,181 mのトンネルである[3]。既存道路である岐阜県道323号鹿倉白山線から大峠を経由して郡上市道小那比下川線とをトンネルでバイパスするもので、延長1,596mが農道として2002年（平成14年）に工事着手し、2010年（平成22年）7月29日に供用を開始した[3]。
- 上之保小那比トンネル
- 関上之保トンネル
- 下呂関トンネル
- 横谷峡トンネル
- 黒川東白川トンネル

## 地理

### 通過する自治体
- 岐阜県
  - 郡上市 - 関市 - 下呂市 - 加茂郡白川町 - 同郡東白川村 - 中津川市 - 恵那市

### 沿線
郡上市
- 小那比簡易郵便局
- 岐阜県道63号美濃加茂和良線
- 小那比川

関市
- 鳥屋市不動尊
- 岐阜県道85号金山上之保線
- 津保川

下呂市
- 下呂市立金山病院
- 道の駅飛騨金山ぬく森の里温泉
- 金山リバーサイドスポーツセンター
- 横谷峡
- 白山神社
- 岐阜県道86号金山明宝線

白川町
- 美濃白川ゴルフ倶楽部
- クオーレふれあいの里
- JR高山本線下油井駅
- 白川下油井郵便局

東白川村
- 東白川村役場

中津川市
恵那市